# Szervác
A Szervác a latin Servatius név rövidülése, a jelentése: a megmentett. A magyar népi hagyományban a fagyosszentek egyike.

## Gyakorisága
Az 1990-es években szórványos név, a 2000-es években nem szerepel a 100 leggyakoribb férfinév között.

## Névnapok
- május 13.[2]